# Alexandru Nicolescu
Alexandru Nicolescu (n. 8 iulie 1882, Tulgheș, comitatul Ciuc – d. 5 iunie 1941, Blaj) a fost un arhiepiscop și mitropolit român, întâistătătorul Bisericii Române Unite cu Roma între anii 1936-1941.

## Originea și studiile
Alexandru Nicolescu s-a născut la Tulgheș, în comitatul Ciuc, în prezent județul Harghita, la 8 iulie 1882.
A studiat la Reghin, Blaj, iar în anii 1898 - 1904 a studiat la Roma, la Colegiul de Propaganda Fide, unde și-a luat doctoratul în teologie și filosofie. A revenit la Blaj, după care, a fost trimis misionar în America de Nord. A fost profesor de teologie morală la Academia Teologică din Blaj, precum și canonic în Capitulul arhieparhial.
În timpul Primului Război Mondial a refuzat să semneze „Declarația de loialitate față de Austro-Ungaria”, pentru care a fost considerat de autorități trădător.
La 1 decembrie 1918 a fost delegat din partea plășii Aiud în Marea Adunare Națională de la Alba Iulia, organismul legislativ reprezentativ al „tuturor românilor din Transilvania, Banat și Țara Ungurească”, cel care a adoptat hotărârea privind Unirea Transilvaniei cu România.:p. 77
În 1919 a fost trimis misionar bisericesc și politic la Conferința de Pace de la Paris, cu această ocazie, a avut contribuții majore la trasarea actualelor frontiere din vest ale României, cunoscând bine engleza, franceza și italiana.
La Congresul Catolic Internațional de la Washington, desfășurat în 1923, în prezența a 105 episcopi, patru cardinali și foarte mulți preoți, a vorbit entuziast despre români și Biserica Greco-Catolică, tipărind și un număr însemnat de broșuri de propagandă în limba engleză. De asemenea, un timp a activat în funcția de consilier ecleziastic pe lângă Legația Română din Roma.
Boala, declanșarea celui de-Al Doilea Război Mondial, în august 1939, precum și pierderea Ardealului de Nord, în vara lui 1940, i-au grăbit sfârșitul vieții. A decedat la 5 iunie 1941 (era joia dinaintea Rusaliilor), cu puțin înainte de declanșarea Războiului din Răsărit, la 22 iunie.

## Episcop de Lugoj
În 1922 a fost ales episcop de Lugoj. Ca senator de drept, a apărat cu curaj drepturile Bisericii Române Unite și principiile moralei creștine. A dispus, la indicațiile și pe cheltuiala sa, înfrumusețarea Catedralei Pogorârea Sfântului Spirit din Lugoj, cu o lucrare monumentală a pictorului Virgil Simonescu.

## Mitropolit al Bisericii Române Unite cu Roma
Ca urmare, a decesului mitropolitului Vasile Suciu, episcopul Alexandru Nicolescu a fost ales mitropolit al Bisericii Române Unite, cu sediul la Blaj, în sinodul electoral din 7 mai 1935, clasându-se pe primul loc, cu 48 de voturi. Iuliu Hossu, episcopul de Cluj-Gherla, 27 voturi; Valeriu Traian Frențiu, episcopul de Oradea, 12 voturi și Alexandru Rusu, episcopul Maramureșului, 10 voturi. După numirea și confirmarea, la 6 septembrie 1935, Alexandru Nicolescu a fost înscăunat la Blaj. A fost instalat la 19 aprilie 1936, în funcția de mitropolit.

## Membru în Consiliul de Coroană
Începând cu 20 august 1940 a fost membru în Consiliul de Coroană. Când a fost chemat, în calitate de membru al Consiliului de Coroană, în problema Dictatului de la Viena, a refuzat să semneze cedarea nordului Transilvaniei către Ungaria horthystă.

## Ctitorii
În anul 1936, a sfințit Biserica Buna Vestire din Târgu Mureș, cunoscută și sub numele de Catedrala Mică, principala sa ctitorie. De asemenea, în timpul păstoririi sale a fost ridicată Biserica Buna Vestire din Brașov, pe care a sfințit-o în 1936.

## Scrieri
Cărți și broșuri
- Adevăruri eterne. Meditații, predici, conferințe, cuvântări ocazionale, Blaj, 1915, IV + 235 pagini;
- Teologia Morală, Vol. I. Principii, Blaj 1918, VIII+504 pagini;
- Dumnezeu în natură, Lugoj 1923, 42 pagini;
- Natura, Lugoj, 1925, 72 pagini;
- Stropi de rouă, Povețe sufletești date cu prilejul ss. exerciții spirituale de Dr. Alexandru Nicolescu, episcopul Lugojului..., Lugoj, 1929, 232 pagini;
- Familia, Lugoj, 1934, 67 pagini;
- Sfinții și animalele, Blaj, 1939, 71 pagini

Alte studii și articole
A publicat alte peste 200 de studii și articole în:
- "Unirea" (de la Blaj),
- "Cultura Creștină" (de la Blaj),
- "Răvașul" (de la Cluj),
- "Sionul Românesc" (de la Lugoj),
- "Observatorul" (de la Beiuș).

Traduceri
- Predicile de advent ale lui Bourdaloue, traduse din originalul francez, Blaj, 1920, 288 pagini;
- Bruno Vercruysse, Noi meditații și practice pe toate zilele anului (prelucrate din nou de Ioan Baptista Lohmann), Lugoj, 1927, 648 pagini.